# 田口巧輝
田口 巧輝（たぐち こうき、1981年10月24日 - ）は、日本の俳優。神奈川県出身。福岡教育大学卒業。小学校教員免許状取得。

## 出演歴

### 映画
- 「新・デコトラの鷲」監督：香月秀之
- 「無頼」井筒和幸監督
- 「DARKNESS OF OTHERWHERE」監督：AyoubQanir
- 「岡野教授の千年花草譚」監督：今野恭成
- 「いぬやしき」監督：佐藤信介
- 「RYOUMA～空白の3ヶ月～」監督：山谷亨
- 「BIRD SONG」監督：Hendrick Willemyns
- 「グッバイエレジー」監督：三村順一
- 「ミュージアム」監督：大友啓史
- 「コンビニ夢物語」監督：松生秀二
- 「カバディーン！～花吹雪高校篇～」監督：小原剛
- 「潜伏」監督：保坂延彦
- 「裸のイトコ」監督：大鶴義丹
- 「凍牌」監督：小沼雄一
- 「ビンゴ」監督：福田陽平
- 「女の子ものがたり」監督：森岡利行

### 短編映画
- 『武郎とユリエとばあばたち』三澤拓哉監督

### テレビ
- NHK BSP「シリーズ大江戸」
- NHK BSP「決戦! 鳥羽伏見の戦い 日本の未来を決めた７日間」
- NHK BSP「初恋芸人」監督：小林義則
- WOWOW「メガバンク絶滅戦争」監督：古澤健
- CX「水木しげるのゲゲゲの怪談」監督:大森研一
- Eテレ 「大!天才てれびくん 13番ロッジの金曜日」監督:山口雄也
- CX「もやしもん」準レギュラー監督：岩本晶

### WEBドラマ
- FOD「日本統一・田村悠人」監督：辻裕之
- ABEMA「アンダードッグ8話」監督：武正晴
- BeeTV「どす恋ミュージカル」監督：落合賢
- J：COM/ひかりTV「交通事故鑑定人環倫一郎」監督：草野陽花
- YouTube連続舞台小説「DAB＋」監督：福山功起

### オリジナルシネマ
- 「義兄弟」監督：金澤克次
- 「影と呼ばれた男たち④」監督：片岡修二
- 「むこうぶち⑮」監督：片岡修二
- 「天牌外伝」監督：小沼雄一
- 「仁義のはらわた」監督：村田啓一郎
- 「列島分裂・前編　後編」監督：金澤克次
- 「武闘派の道・前編　後編」監督：金澤克次
- 「破門組・前編　後編」監督：金澤克次
- 「むこうぶち⑫」監督：片岡修二
- 「脱衣麻雀秘密倶楽部」監督：小沼雄一
- 「ザ・闇金融道」監督：井出良英
- 「ことりばこ」監督：福田陽平
- 「呪いのサイト２～黒手帳～」監督：岩澤宏樹
- 「ゼロヨン・ファイター」監督：小見野昌史

### カラオケドラマ
- Your Story「アイドル虎の門」第一興商

### 広告
- 「パナソニックライフソリューションズ」
- 「キングオブファイターズ」（中国のみ）
- 「全日本葬祭業協同組合連合会」
- 「春日製紙工業 / 薔薇の香り」
- 「三幸製菓」
- 「ジョージアコーヒー・2012夏季」
- 「三幸興業～ハンマー投げ編～」
- 「三井ダイレクト～Mujicology ～」

### PV
- 「プランシパル」ホームページ映像
- 「一般社団法人日本能率協会」

### MV
- 夜の本気ダンス「Take it back」
- 渡辺美優紀「やさしくするよりキスをして

### 舞台
- 箱の中の箱「二人でお茶を」健人役
- Askプロデュース公演『ロイヤル・ホ☆ト』ナンバー10ホスト
- 演劇カンパニー曲者『エキストラ・エトセトラ』ジョギングしてるオタク・右陪席裁判官・パーティーショーの団長・看守・お子ちゃま・警察官の⑥役
- 劇団アウトローズ『愛すべき馬鹿どもよ、俺はいつでもここにいる』心優しき青年ぶーちゃん役
- 城後光義劇団『老コメディアン物語』先輩看護師役
- 劇団フリースマイル『壊れかけのラジオ局』ハードリスナーのシャーアブナブール役
- ストレイドッグ『母の桜が散った夜』住職役
- 『皆殺しの天使』田口組の親分役
- 『ゴジラ』一家の大黒柱・お父さん役
- 『さよなら箒星』お金持ちのドライなお父さん役：通りすがりの中国人役